# Монастырь Генгенбах
Монастырь Генгенбах (нем. Kloster Gengenbach) — бывший бенедиктинский монастырь, располагавшийся в баден-вюртембергском городе Генгенбах и основанный в 725 году аббатом по имени Пирмин (ум. 753) при поддержке франкского графа Рутарда (ум. 790). В эпоху позднего Средневековья в монастыре располагался скрипторий, в котором около 1150 года было создано знаменитое генгенбахское Евангелие. Позднее в здании монастыря располагалась школа.